# Alamosaurus
Alamosaurus (/ˌæləm[invalid input: 'ɵ']ˈsɔːrəs/; nghĩa là "thằn lằn Ojo Alamo") là một chi khủng long sauropoda, gồm một loài duy nhất được biết đến, Alamosaurus sanjuanensis, sống vào thời kỳ Creta muộn tại nơi ngày nay là miền nam Bắc Mỹ. Những đốt sống và xương chân rời rạc cho thấy kích thước của nó có thể so với Argentinosaurus và Puertasaurus, khiến nó trở thành chi khủng long lớn nhất Bắc Mỹ.

## Mô tả

So sánh kích thước với con người, tỉ lệ của một trong các mẫu vật Alamosaurus hoàn chỉnh hơn. Do những mảnh hóa thạch rời rạc, nó có thể còn lớn hơn.

Alamosaurus là một động vật ăn thực vật khổng lồ đi bốn chân với cổ và đuôi dài, chân cũng tương đối dài. Cơ thể nó được che phủ (ít nhất) một phần bởi giáp xương. Dù đa số những mẫu vật hòa chỉnh là của con non hay gần trưởng thành, ba mẫu vật rời rạc, SMP VP−1625, SMP VP−1850 và SMP VP−2104, cho thấy Alamosaurus trưởng thành có thể đạt chiều dài rất lớn, sánh ngang với Argentinosaurs, với cân nặng ước tính 73 tấn (72 tấn Anh; 80 tấn Mỹ).
Dù không có hộp sọ nào từ được tìm thấy, một số chiếc răng được phát hiện nằm cạnh Alamosaurus và có lẽ thuộc về khủng long này.